# حمام التركمان
حمام التركمان هي بلدة في سوريا، تتبع ناحية سلوك في منطقة تل أبيض، في محافظة الرقة. كانت البلدة في السابق عبارة عن قريتين: قرية شمالية وأخرى غربية يفصلُ بينهما مسافة نحو واحد كيلومتر ولكنها تعد اليوم بلدة واحدة بسبب النمو العمراني بين القريتين.
تقعُ بلدة حمام التركمان في الريف الشمالي لمحافظة الرقّة على الضفة اليسرى لنهر البليخ، وتتميز بسهولها و تلالها و أراضيها الزراعية الخصبة. اكتُشفَت مدينة أثرية مهمة في أحد تلالها المجاورة وهي تل حمام التركمان زلبا. جميع سكانها الأصليين من التركمان وهم من أسسوا هذه البلدة واتستوطنوا فيها، ويعيشُ فيها اليوم بعض العائلات العربية وأقلية صغيرة جدًا من الأكراد. يبلغُ عدد سكان البلدة نحو 7500 نسمة ويعتمدون بشكل رئيسي على الزراعة في كسب عيشهم.